# Mobile Suit Gundam: Target in Sight
A Mobile Suit Gundam: Target in Sight (機動戦士ガンダム Target in Sight; Hepburn: Kidō Senshi Gandamu: Target in Sight) vagy, ahogy Észak-Amerikában ismert Mobile Suit Gundam: Crossfire a PlayStation 3 egyik nyitócíme, melyet a Namco Bandai Games fejlesztett a Sunrise Gundam franchise-át alapjául véve. A játék 2006. november 11-én jelent meg Japánban, 2006. november 13-án Észak-Amerikában, illetve 2007. március 23-án Európában.

## Cselekmény
A Mobile Suit Gundam: Target in Sight UC 0079-ben, az egyéves háború alatt játszódik, a küldetések a Föld keleti részén, Afrikától Ausztráliáig zajlanak.

## Fogadtatás
A játék általánosságban gyenge kritikai fogadtatásban részesült, a Metacritic kritikaösszegző weboldalon 31 teszt alapján 33/100-as pontszámon áll.
A Famicú japán videójátékos szaklap 32/40-es értékelést adott a játékra, a négy cikkíró mind 8-as pontszámmal díjazta azt.
A Target in Sightból a PlayStation 3 japán nyitónapján 33 000 példány kelt el. A játék észak-amerikai megjelenése kevésbé volt sikeres; az IGN 3,2/10-es, a GameSpot 3,9/10-es, a 1UP.com 2/10-es, míg a Game Informer 3,75/10-es pontszámot adott a játékra. Az OPM 3/10-es, míg a MAHQ mecha anime weboldal 1,5/5-ös pontszámmal jutalmazta a Target in Sightot. A PSM 5/10-es, a Gamepro pedig 1/5-ös pontszámot adott a játékra. Az X-Play szintén 1/5-ös pontszámmal díjazta a játékot, amit a „legmagasabb rendű shovelware”-nek kiáltott ki. A tesztelők a semmitmondó, elavult grafikát, az elmaradott történetet, a rossz angol nyelvű szinkront, az esetlen játékmenetet, és a különféle technikai problémákat, így az állandó képkocka frissítési és ütközésmodelli hibákat, illetve a szövetséges és ellenséges egységek mesterség intelligenciájának gyakori zavarát emelték ki a játék legnagyobb hibái között.